# Komandirovka
Komandirovka (Командировка) è un film del 1961 diretto da Jurij Pavlovič Egorov.